# Казанка (Благовіщенський район)
Каза́нка (рос. Казанка, башк. Казанка) — присілок (в минулому село) у складі Благовіщенського району Башкортостану, Росія. Входить до складу Покровської сільської ради.
Населення — 40 осіб (2010; 55 в 2002).
Національний склад:
- росіяни — 45 %
- марійці — 35 %